# Nealcidion melasmum
Nealcidion melasmum es una especie de escarabajo longicornio del género Nealcidion, tribu Acanthocinini, subfamilia Lamiinae. Fue descrita científicamente por Monné y Delfino en 1986.

## Descripción
Mide 6,9-10 milímetros de longitud.

## Distribución
Se distribuye por Venezuela.